# Vĩnh Long (Provinz)
Vĩnh Long ist eine Provinz von Vietnam. Sie liegt im Südwesten des Landes.

## Bezirke
Vĩnh Long gliedert sich in die gleichnamige Provinzstadt (thành phố trực thuộc tỉnh) Vĩnh Long sowie in sieben Landkreise (huyện):
- Bình Minh
- Bình Tân
- Long Hồ
- Mang Thít
- Tam Bình
- Trà Ôn
- Vũng Liêm